# Карпо (спътник)
Вижте пояснителната страница за други значения на Карпо.
Карпо е естествен спътник на Юпитер, открит от екип астрономи от Хавайския университет с ръководител Скот Шепърд през 2003 г. При откриването му е предварителното означение S/2003 J 20, като през 2005 г. е кръстен на Карпо — една от дъщерите на Зевс.
Диаметърът на спътника е около 3 km, а средното орбитално разстояние е 17,145 милиона km. Карпо е най-външният спътник на Юпитер, който се намира на „правилна“ орбита – всички по-външни спътници се намират на ретроградна орбита.
Подобно на Темисто, Карпо не принадлежи към по-голям клас от спътници, а притежава уникални орбитални параметри. Въпреки значителната инклинация на спътника, тя е ограничена от ефекта на Козай, който води до периодични колебания на ексцентрицитета и инклинацията на дадено тяло. За Карпо тези колебания са толкова големи, че се счита, че в далечното бъдеще е вероятно той да се сблъска с някой от галилеевите спътници или да бъде изхвърлен от юпитеровата система след близък подход.